# Afalou Bou-R’mel
Afalou Bou-R’mel, ook geschreven als Afalou bou Rhummel ofwel Zandgrot is een abri en archeologische vindplaats gelegen in het Beni Seghoual-gebied in Algerije, nabij de stad Béjaïa. Op de site werden artefacten gevonden, geïdentificeerd met het Ibéromaurusien. 
In 1928-1930 werden hier door de Franse paleontoloog Camille Arambourg opgravingen verricht. In 1934 vond hij enkele tientallen vrijwel volledige skeletten, op basis waarvan het prehistorische mensentype van Mechta-Afalou werd vastgesteld. Naast menselijke resten werden ook stenen werktuigen zoals klingen, en voedselresten waaronder zeeschelpen en resten van moeflons gevonden.
In 1983-84 werden nieuwe opgravingen verricht, waarbij onder andere twee zoömorfe beeldjes uit gebakken klei gevonden werden, die tot de oudste dergelijke in Afrika gevonden kunstvoorwerpen behoren.